# FC Iskra-Stal Rîbniţa
O Fotbal Club Iskra-Stal Rîbniţa, mais conhecido como Iskra-Stal, é um clube de futebol da cidade de Rîbniţa, na Moldávia.
É o vice-campeão do Campeonato Moldávio.
Manda suas partidas no Gorodskoi Stadium, em Rîbniţa, com capacidade para 4.000 torcedores.

## História
FC Inkra-Stal foi fundado em 2005 com a fusão de um time amador "Stal" e um local que estava competindo na Liga A Moldava. Na temporada de 2005-06, o Inkra-Stal ficou em 2º lugar na Liga A Moldava e se classificou para primeira divisão nacional.
Na temporada de 2010-11, o Inkra-Stal ganhou seu primeiro troféu da história do time e se classificou para UEFA Europa League.

## Títulos
O Iskra-Stal ganhou o Campeonato Moldávio de Futebol 1 vez, na temporada de 2010-11.

## Jogadores
Nota: Bandeiras indicam equipe nacional, conforme definido pelas regras de elegibilidade da FIFA. Os jogadores podem ter mais de uma nacionalidade não-FIFA.
| N.º |          | Posição | Jogador            |
| --- | -------- | ------- | ------------------ |
| 1   | Moldávia | G       | Anatoli Cebotari   |
| 2   | Moldávia | D       | Serghei Gafina     |
| 3   | Moldávia | D       | Alexei Casian      |
| 4   | Moldávia | M       | Igor Kostrov       |
| 5   | Moldávia | D       | Andrei Novikov     |
| 7   | Moldávia | M       | Evgheni Gorodeţchi |
| 8   | Moldávia | M       | Andrei Porfireanu  |
| 9   | Moldávia | A       | Aleksandr Popovici |
| 10  | Moldávia | M       | Nicolai Rudac      |
| 11  | Moldávia | M       | Maxim Mihaliov     |
| 13  | Moldávia | M       | Denis Chiriliuc    |

| N.º |          | Posição | Jogador              |
| --- | -------- | ------- | -------------------- |
| 14  | Moldávia | A       | Octavian Onofrei     |
| 15  | Ucrânia  | M       | Volodymyr Kilikevych |
| 17  | Ucrânia  | M       | Oleksandr Feshchenko |
| 18  | Ucrânia  | D       | Oleh Zhurka          |
| 19  | Roménia  | D       | Vasilica Popa        |
| 20  | Moldávia | A       | Vladimir Ţaranu      |
| 21  | Moldávia | M       | Andrei Burcovski     |
| 22  | Moldávia | G       | Artiom Gaiduchevici  |
| 23  | Moldávia | M       | Igor Picus           |
| 24  | Roménia  | D       | Lucian Dobre         |